# IMT-Advanced
International Mobile Telecommunications-Advanced (kurz IMT-Advanced) ist der Mobilfunkstandard der vierten Generation (4G).
Die Mitglieder der Internationalen Fernmeldeunion (ITU) haben sich Anfang 2012 bei einem Vorbereitungstreffen zur Weltfunkkonferenz 2012 in Genf auf den kommenden IMT-Advanced-Standard geeinigt. Der IMT 2000 Standard wird mit IMT-Advanced gebührend erweitert. Mit diesem Mobilfunkstandard wurden Mindestanforderungen für entstehende Mobilfunk-Technologien zusammengefasst und fortgeschrieben.
Der Nachfolger von Long Term Evolution (LTE) soll Datenübertragungsgeschwindigkeiten von bis zu 100 Mbit/s bei mobilem Gebrauch und bis zu 1 Gbit/s stationärer Nutzung erreichen. Damit verarbeiten 4G-fähige Mobiltelefone Daten wesentlich schneller als 3G-Mobiltelefone.